# Rio Amstel
Nota: Amstel redireciona aqui. Se procura pela cerveja, veja Amstel
O Rio Amstel é o principal rio de Amsterdã e também dos Países Baixos, país cuja cidade citada é capital. Seu nome originou o nome da capital neerlandesa.
O nome deriva de Aeme stelle, que no holandês antigo significa Área com água em abundância.

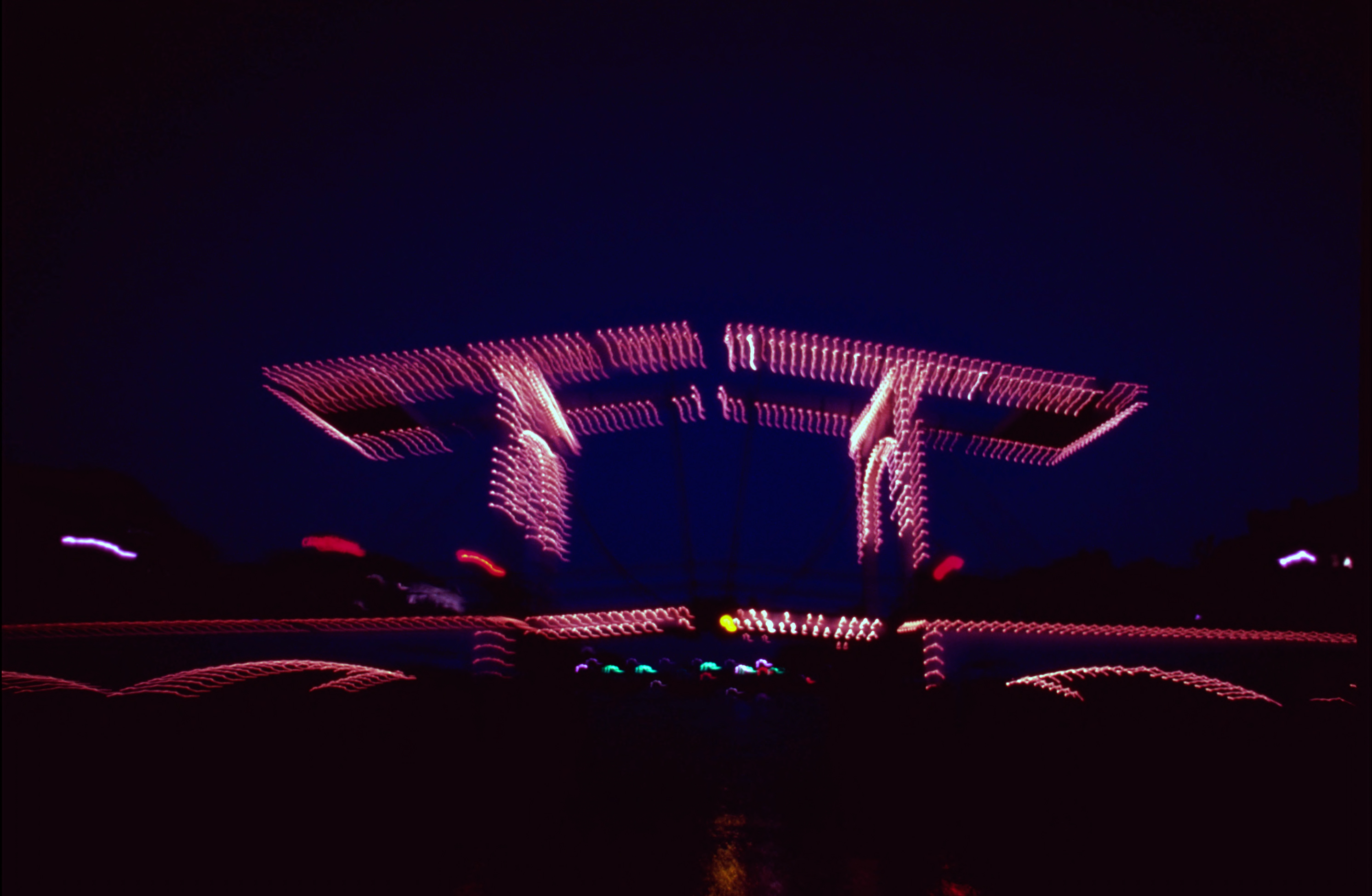
Magere Brug, famosa ponte sobre o Rio Amstel em Amsterdão.